# L'Express du colonel Von Ryan (roman)
L'Express du colonel Von Ryan est un roman de David Westheimer publié en langue anglaise en 1964 sous le titre Von Ryan Express.
Une traduction par Jean Capella fut éditée en 1965 chez Robert Laffont.
Il a été adapté au cinéma par Mark Robson dès 1965 sous le même titre. 
En Italie, peu de temps avant la capitulation de l'Italie fasciste, un colonel (Joseph L. Ryan) de l'armée de l'air américaine est interné dans un camp de prisonniers britanniques et américains.
Officier du grade le plus élevé, il y rétablit une discipline stricte d'où la particule von qui lui est attribuée par les prisonniers du camp.
Il parviendra cependant à leur faire trouver refuge en Suisse en prenant le contrôle du train qui les emmenait en Allemagne.